# چارلز آلن توماس
چارلز آلن توماس (انگلیسی: Charles Allen Thomas؛ زاده ۱۵ فوریهٔ ۱۹۰۰ درگذشته ۲۹ مارس ۱۹۸۲) یک دانشمند در زمینه شیمی اهل ایالات متحده آمریکا بود.